# Liste der Biografien/Tah
Liste der Biografien |
Portal Biografien |
Personensuche
# |
A |
B |
C |
D |
E |
F |
G |
H |
I |
J |
K |
L |
M |
N |
O |
P |
Q |
R |
S |
T |
U |
V |
W |
X |
Y |
Z |
?
 
Ta |
Tc |
Te |
Tf |
Tg |
Th |
Ti |
Tj |
Tk |
Tl |
Tm |
To |
Tq |
Tr |
Ts |
Tu |
Tv |
Tw |
Tx |
Ty |
Tz
 
Taa |
Tab |
Tac |
Tad |
Tae |
Taf |
Tag |
Tah |
Tai |
Taj |
Tak |
Tal |
Tam |
Tan |
Tao |
Tap |
Taq |
Tar |
Tas |
Tat |
Tau |
Tav |
Taw |
Tax |
Tay |
Taz
Die Liste der Biografien führt alle Personen auf, die in der deutschsprachigen Wikipedia einen Artikel haben. Dieses ist eine Teilliste mit 98 Einträgen von Personen, deren Namen mit den Buchstaben „Tah“ beginnt.

## Tah
- Tah, Jonathan (* 1996), deutscher FußballspielerJonathan Tah (* 1996)

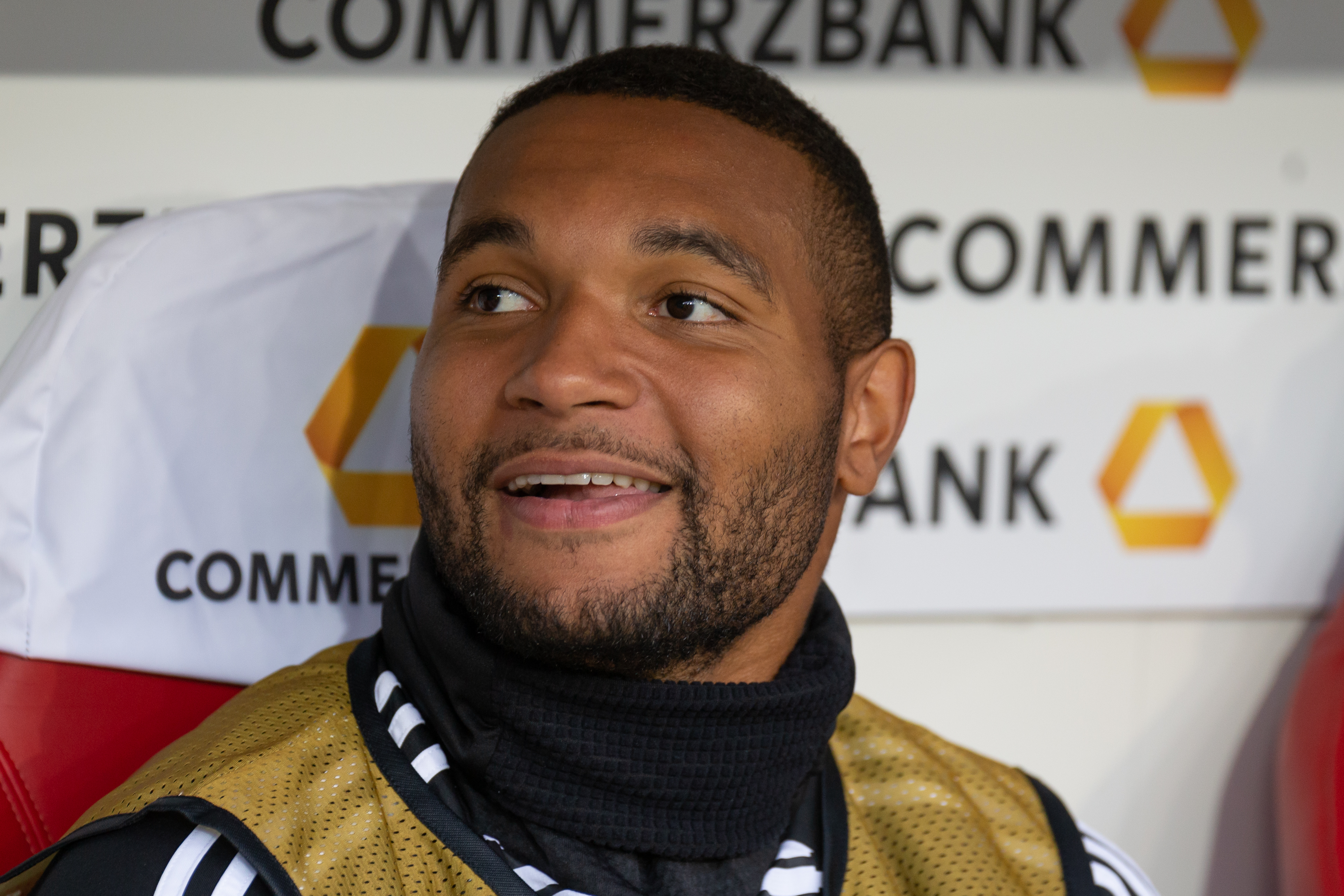
Jonathan Tah (* 1996)

### Taha
- Taha Sabri, Mohamed, Imam an der Dar-as-Salam-Moschee
- Taha, Eslam Ahmed (* 1994), ägyptischer Hammerwerfer
- Taha, Hassan (* 1968), syrischer Komponist, Hornist und Oudspieler
- Taha, Jufri (* 1985), singapurischer Fußballspieler
- Taha, Karosh (* 1987), kurdisch-deutsche Schriftstellerin
- Taha, Khalil (1932–2020), libanesischer Ringer
- Taha, Mahmud Muhammad († 1985), sudanesischer Gelehrter, Politiker und Sufi-Theologe
- Taha, Rachid (1958–2018), algerisch-französischer Raï-Musiker
- Taha, Rima (* 1987), jordanische Leichtathletin
- Taha, Safi (1923–2009), libanesischer Ringer
- Taha, Tahsin (1941–1995), kurdischer Sänger
- Taha, Younes (* 2002), marokkanisch-niederländischer Fußballspieler
- Tahamata, Simon (* 1956), niederländischer Fußballspieler
- Tahan, Charlie (* 1998), US-amerikanischer Schauspieler
- Tahan, Daisy (* 2001), US-amerikanische Schauspielerin
- Tahan, Jean-Pierre (1813–1892), französischer Kunsttischler
- Tahan, Malba (1895–1974), brasilianischer Schriftsteller und Lehrer für Mathematik
- Tahan, Maya (* 1999), israelische Tennisspielerin
- Tahara, Etsuko, japanische Fußballspielerin
- Tahara, Rento (* 2001), japanischer Fußballspieler
- Tahara, Yutaka (* 1982), japanischer Fußballspieler
- Taharqa († 664 v. Chr.), ägyptischer Pharao
- Tahāwī, at- (853–933), islamischer Rechts- und Hadithwissenschaftler

### Tahe
- Tähe, Tagne (* 1985), estnische Biathletin
- Tahedl, Ernestine (* 1940), österreichische Malerin, Graphikerin sowie Glaskünstlerin
- Tahedl, Heinrich (1907–1985), österreichischer Maler und Grafiker
- Tahedl, Rosa (1917–2006), deutsche Schriftstellerin
- Taher Pascha, Muhammed (1879–1970), ägyptischer Arzt und Gründer der Mittelmeerspiele
- Taher Saleh, Kassem (* 1993), deutscher Politiker (Bündnis 90/Die Grünen) und BauingenieurKassem Taher Saleh (* 1993)

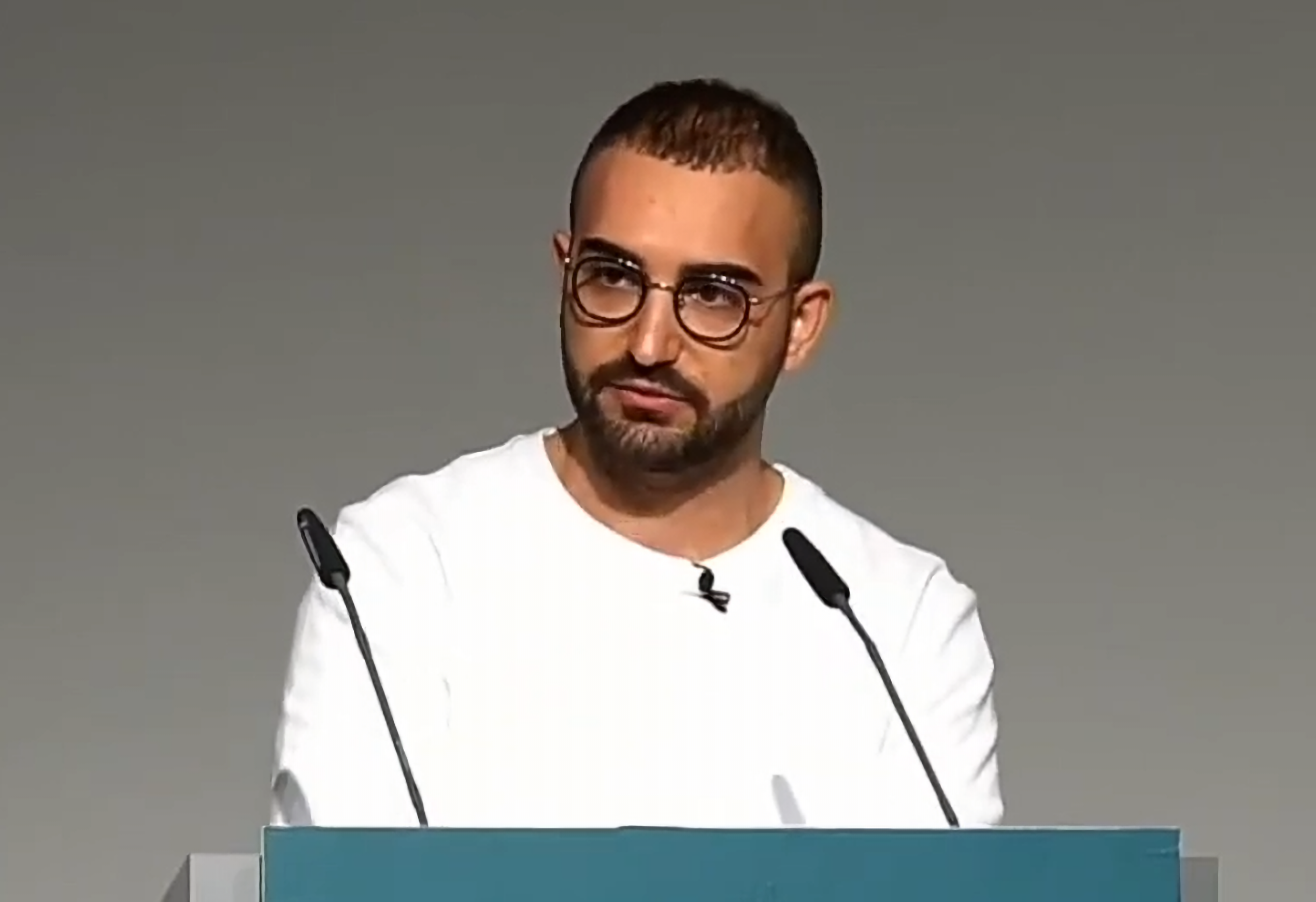
Kassem Taher Saleh (* 1993)

- Taher, Ahmed Mahmoud (* 2002), ägyptischer Leichtathlet
- Taher, Alaoui Mohamed (* 1971), dschibutischer Judoka
- Taher, Bahaa (1935–2022), ägyptischer Autor und Übersetzer
- Taher, Kani (* 1991), afghanischer Fußballspieler
- Taher, Nahed, Gründerin und Vorstandsvorsitzende der Gulf Investment Bank
- Taher, Noor (* 1999), jordanische Schauspielerin
- Taher, Tareq Mubarak (* 1986), kenianisch-bahrainischer Hindernisläufer
- Taheri, Amir (* 1942), iranischer Journalist
- Taheri, Kasra (* 2006), iranischer Fußballspieler
- Taheri, Keyvan (* 1975), deutscher Politiker (Die Linke)
- Taherian, Hassan (* 1948), iranischer Diplomat
- Taherian-Fard, Mohammad Ebrahim (* 1954), persischer Diplomat

### Tahi
- Tahi, Moa (1932–2023), US-amerikanische Schauspielerin
- Tahi, Naufahu (* 1981), US-amerikanischer Footballspieler
- Tahi, Onneyn (1944–1998), vanuatuischer Politiker, Präsident
- Tahier, Julio (1906–2004), argentinischer Autor, Regisseur und Arzt
- Tahimik, Kidlat (* 1942), philippinischer Filmregisseur, Drehbuchautor und Schauspieler
- Tahincioğlu, Jason (* 1983), türkischer Rennfahrer
- Tāhir al-Dschannābī, Abū (906–944), zweiter Führer der Qarmaten
- Tāhir al-Dschazā'irī (1852–1920), islamischer Reformer und Hadith-Gelehrter
- Tahir Jalaluddin (1869–1956), islamischer Gelehrter und Reformer
- Tahir, Abdul Razaq Muhyiddin Hassan (* 1936), ghanaischer Diplomat
- Tahir, Faran (* 1963), US-amerikanischer SchauspielerFaran Tahir (* 1963)

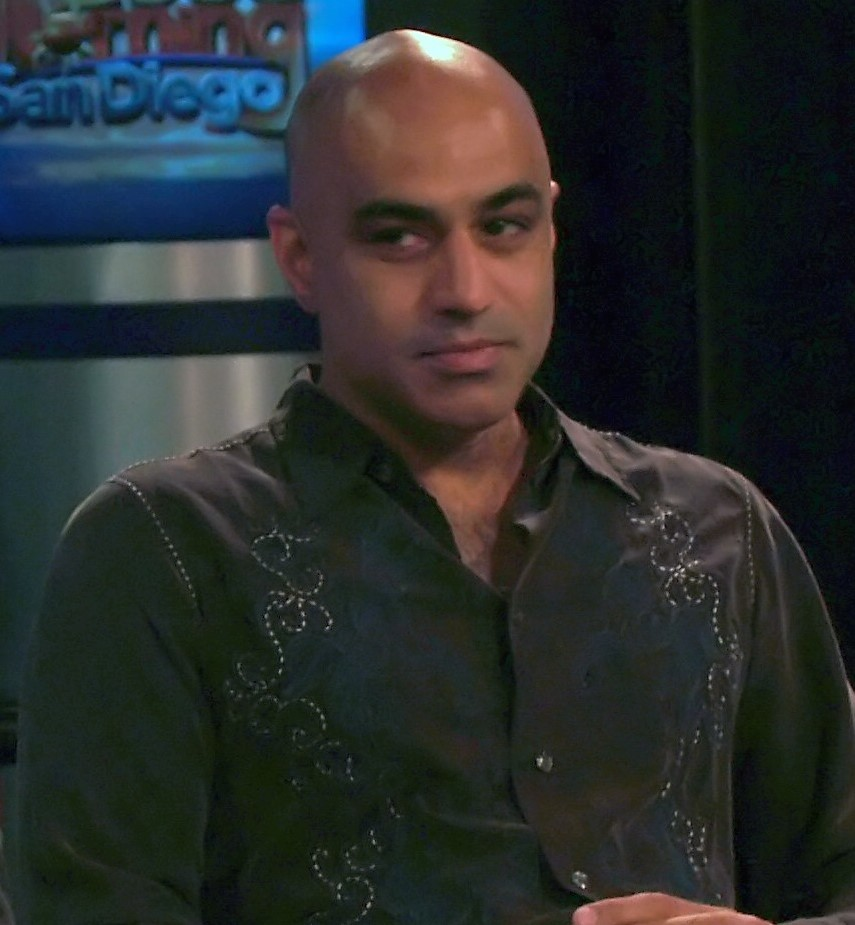
Faran Tahir (* 1963)

- Tahir, Farhad (* 1997), deutsch-pakistanischer Filmproduzent
- Tahir, Haris (* 2000), pakistanischer Snookerspieler
- Tahir, Kemal (1910–1973), türkischer Autor und Journalist
- Tahir, Krtini binti Mohd (* 1966), bruneiische Diplomatin
- Tahir, Sabaa (* 1983), pakistanisch-amerikanische Schriftstellerin
- Tahir-ul-Qadri, Muhammad (* 1951), pakistanischer Islamgelehrter
- Tahiri, Adelina (* 1992), nordmazedonisch-albanische Sängerin
- Tahiri, Albin (* 1989), slowenisch-kosovarischer Skirennläufer
- Tahiri, Edita (* 1956), kosovarische Politikerin im Kosovo
- Tahiri, Hüsni (* 1983), albanischer Fußballspieler
- Tahiri, Rahma (* 1998), marokkanische Langstreckenläuferin
- Tahiri, Saimir (* 1979), albanischer Politiker (PS)
- Tahirov, Fərhad (* 1987), aserbaidschanischer Schachspieler
- Tahirova, Tahira (1913–1991), aserbaidschanische Politikerin
- Tahirović, Denis (* 1985), kroatischer Fußballspieler
- Tahirović, Emra (* 1987), schwedischer Fußballspieler
- Tahirović, Enid (* 1972), bosnischer Handballspieler

### Tahk
- Tähkävuori, Frans (* 1992), finnischer Skispringer

### Tahm
- Tahmasbi, Abdollah (1881–1928), iranischer Militär und Politiker
- Tahmasebi, Saman (* 1985), iranischer bzw. aserbaidschanischer Ringer
- Tahmasebi, Sussan, Menschenrechtlerin
- Tahmasp I. (1514–1576), zweiter Schah der Safawidendynastie
- Tahmasp II. (1704–1740), Schah von Persien
- Tahmazoğlu, Mert (* 1990), türkischer Eishockeyspieler
- Tahmindjis, Phillip (* 1968), australischer Eisschnellläufer
- Tahmizian, Emma (* 1957), bulgarisch-amerikanische Pianistin

### Tahn
- Tahnee (* 1992), deutsche Stand-up-Comedian, Moderatorin und SchauspielerinTahnee (* 1992)

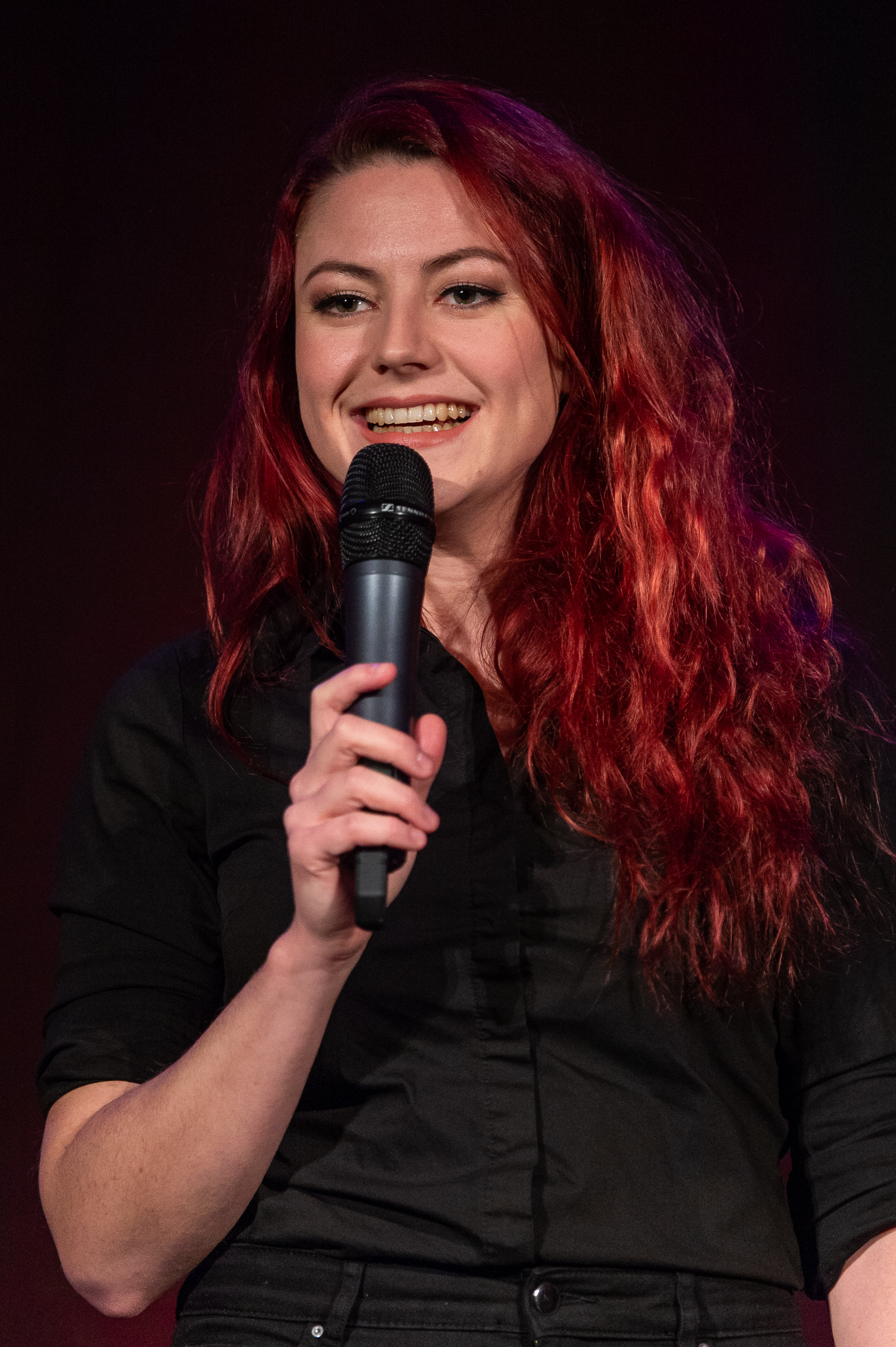
Tahnee (* 1992)

- Tahnun bin Schachbut († 1833), Scheich von Abu Dhabi

### Tahr
- Tahri, Bouabdellah (* 1978), französischer Leichtathlet

### Tahs
- Tahseen, Zaid (* 2001), irakischer Fußballspieler
- Tahsin Saied Beg, Hazim (* 1963), weltliches Oberhaupt der Jesiden
- Tahsini, Hasan (1811–1881), albanischer Wissenschaftler und Aktivist

### Taht
- Täht, Robert (* 1993), estnischer Volleyballspieler
- Täht, Toomas (* 1977), estnischer Schauspieler im deutschsprachigen Raum
- Tahtaişleyen, Mehmet Ozan (* 1985), türkischer Fußballspieler
- Tahtamouni, Lubna (* 1976), jordanische Biologin und Krebsforscherin
- Tahtāwī, Rifāʿa at- (1801–1873), ägyptischer Autor

### Tahu
- Tahuhu, Lea (* 1990), neuseeländische Cricketspielerin
- Tahull, Roger (* 1997), spanischer Wasserballspieler
- Tahureau, Jacques (1527–1555), französischer Dichter
- Taḫurwaili, hethitischer Großkönig
- Tahutini, Jimmy (* 1976), tahitischer Fußballtorhüter

### Tahv
- Tahvanainen, Sanna (* 1975), finnlandschwedische Schriftstellerin
- Tahvili, Omid (* 1970), iranischer Gangsterboss
- Tahvonen, Olli (* 1958), finnischer Wirtschaftswissenschaftler